# Франциско Родрігес
Франциско Родрігес (ісп. Francisco Antonio Rodríguez Brito; 20 вересня 1945 — 23 квітня 2024) — венесуельський боксер, олімпійський чемпіон 1968 року. Перший та єдиний венесуельський олімпійський чемпіон з боксу.

## Аматорська кар'єра
Олімпійські ігри 1968 
- 1/8 фіналу. Переміг Рафаеля Карбонера (Куба) 5-0
- 1/4 фіналу. Переміг Хата Карунарате (Шрі-Ланка) TKO
- 1/2 фіналу. Переміг Гарлана Марблі (США) 3-2
- Фінал. Переміг Чі Єн Джу (Південна Корея) 3-2

Олімпійські ігри 1972 
- 1/16 фіналу. Програв Деннісу Талботу (Австралія) KO